# Happy Campers
Happy Campers (Campamento de Locura en Hispanoamérica y Loca Aventura en España) es una película, producida en Estados Unidos, en 2001.

## Argumento
Cuando el director del campamento dicta las normas en el Camp Bleeding Dove le cae un rayo así que los consejeros se encuentran como los responsables de sus campistas, y de ellos mismos. El diverso grupo de estudiantes universitarios consejeros crean una experiencia de campamento que sus campistas nunca olvidará. Ellos se apartan de las normas y crean diversión, pero se vuelve una locura y, poco a poco el ambiente se vuelve irresponsable. Cada consejero, y algunos de los campistas, se encuentran madurando a su manera, sin embargo, todavía son capaces de establecer una relación interesante entre sí, que sólo puede ocurrir en el campamento de verano.

## Elenco
- Brad Renfro es Wichita.
- Dominique Swain es Wendy.
- Keram Malicki-Sanchez es Jasper.
- Emily Bergl es Talia.
- Jaime King es Pixel.
- Justin Long es Donald.
- Jordan Bridges es Adam.
- Peter Stormare es Oberon.
- Isaac Neil es Food Fighter #2.
- Alex Colgan es "Meatball-nose".
- Ryan Adams es "Bad Boy Billy".